# Masashi Kamekawa
Masashi Kamekawa (Osaka, 28 de maio de 1993) é um futebolista japonês que atua como defensor no Avispa Fukuoka.

## Seleção
Masashi Kamekawa fez parte do elenco da Seleção Japonesa de Futebol nas Olimpíadas de 2016.